# Arnac-sur-Dourdou
Arnac-sur-Dourdou è un comune francese di 23 abitanti situato nel dipartimento dell'Aveyron nella regione dell'Occitania.

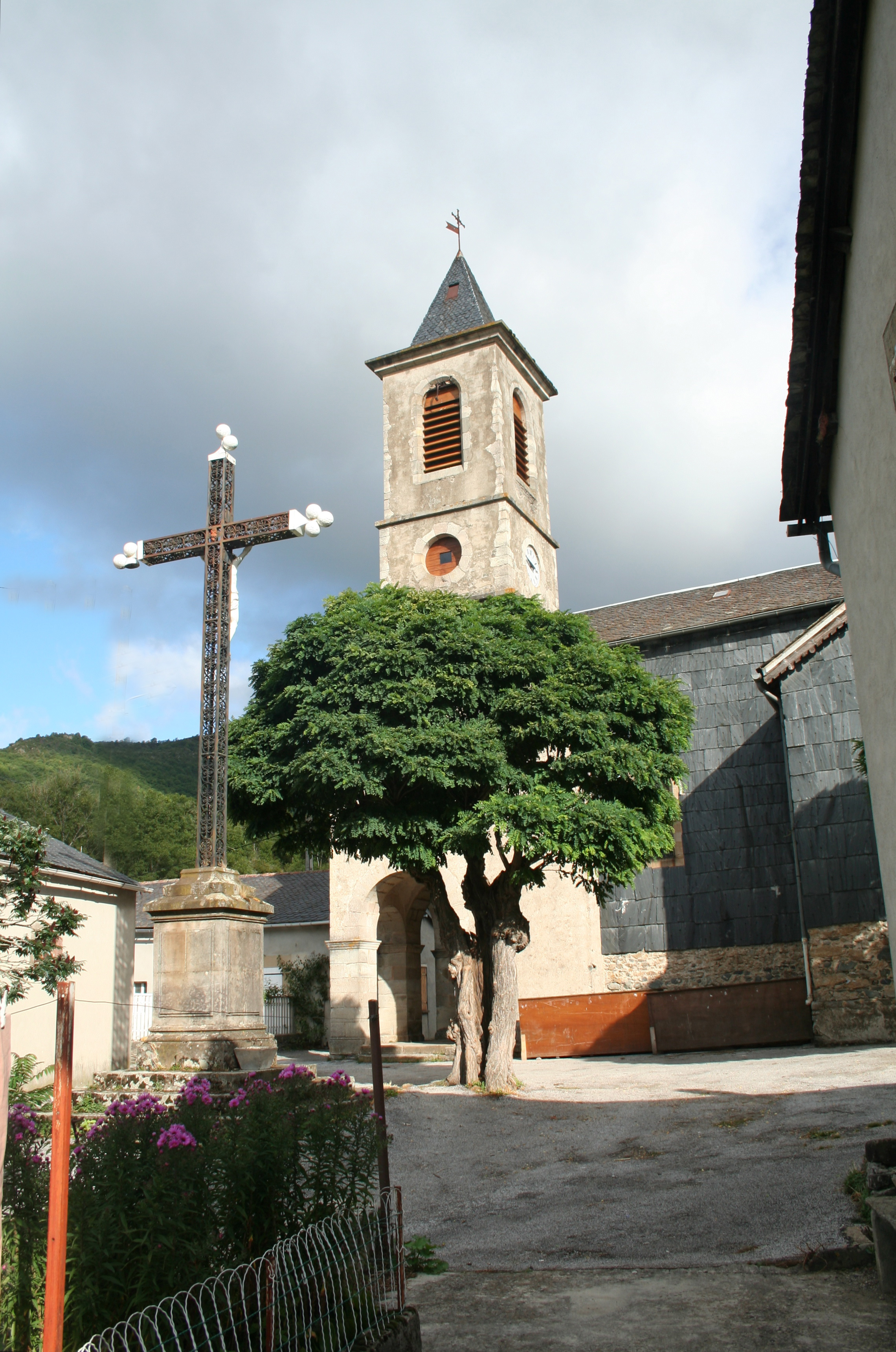

## Società

### Evoluzione demografica
Abitanti censiti